# Door zinloos geweld omgekomen

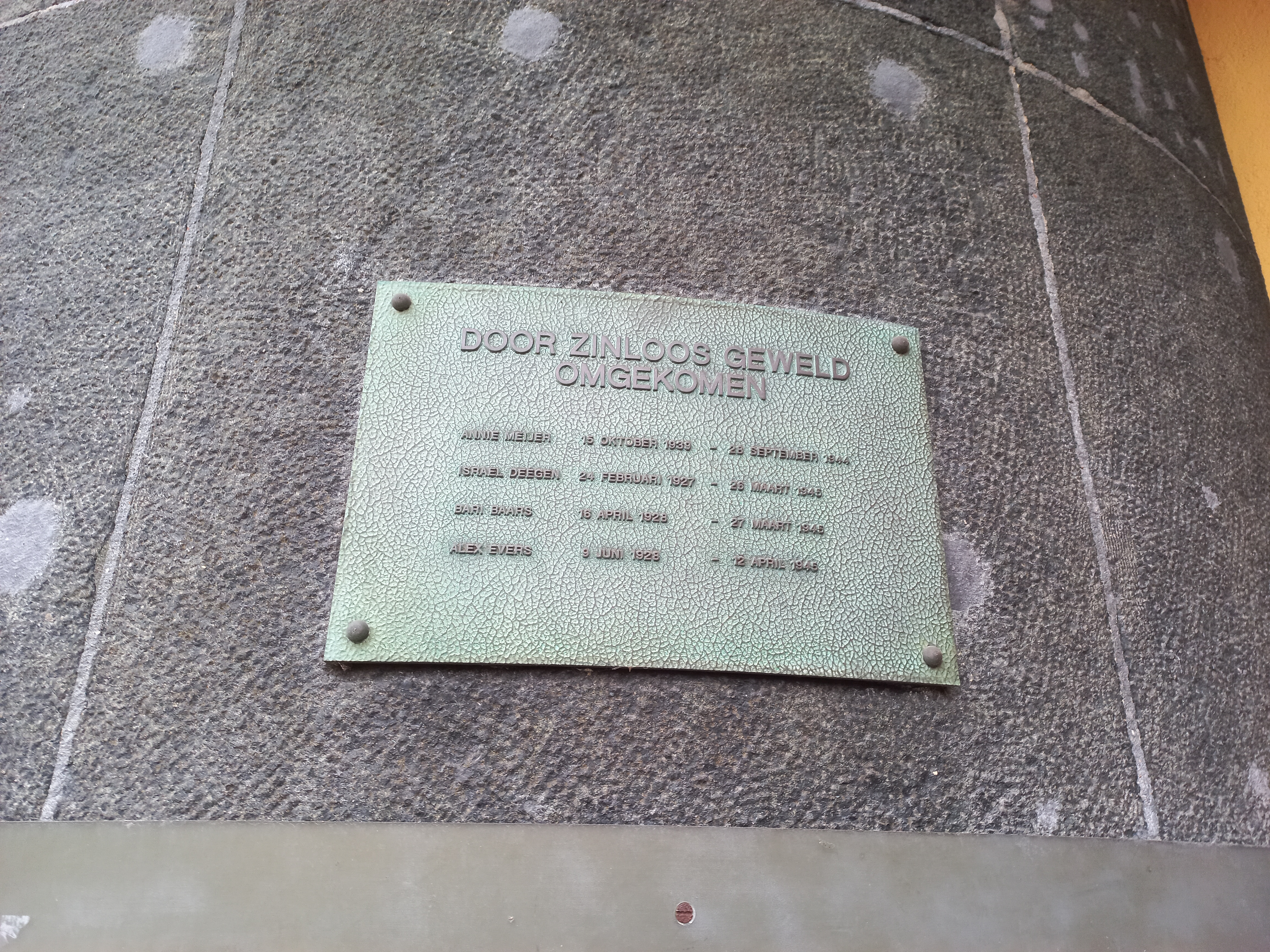
Plaquette met vier namen (maart 2023)

Door zinloos geweld omgekomen is één van de kleinere oorlogsmonumenten in Amsterdam.
Het monumentje is geplaatst bij de ingang van ouderencentrum De Flesseman. Het bestaat uit een plaquette van enkele centimeters breed en hoog en een diepte van enkele millimeters. Op en in brons staat de titel vermeld alsmede vier namen van kinderen die tijdens het Duitse bewind en bijbehorende razzia’s in de Nieuwmarktbuurt omkwamen. De vier kinderen:
- Annie Meijer (15 oktober 1939 - 28 september 1944) werd door een kogel getroffen; ze was nog geen vijf jaar oud
- Israël Deegen (24 februari 1927 - 26 maart 1945) en zijn vriend Bari Baars (16 april 1928 - 27 maart 1945) werden op dezelfde dag beschoten; Deegen overleed ter plekke, Baars een dag later in het Binnengasthuis
- Alex Evers (9 juni 1928 - 12 april 1945) overschreed op 12 april de ingestelde tijden van de avondklok, zijn moeder maande hem vanuit de woning naar binnen; een politieagent schoot hem in zijn hand, Alex vluchtte de vluchtkelder in, maar liep er al gewond zijnde weer direct uit en werd vervolgens door wederom een politieagent neergeschoten. Liggend op een ambulancekar richting Binnengasthuis overleed hij.

De plaquette werd bevestigd op initiatief van buurtbewoners; sinds de onthulling op 23 april 1995 is het te vinden in de toegang van (De) Flesseman, hoek Nieuwmarkt, Sint Antoniesbreestraat. Tussen 1995 en 2017 vonden er jaarlijks herdenkingen bij de plaquette plaats, daarna werd de plaquette opgenomen in een jaarlijkse herdenkingswandeling door de buurt.